# Sphenogrypa
Sphenogrypa é um gênero de traça pertencente à família Agonoxenidae.